# Ikarus 521
Az Ikarus 521 az Ikarus Karosszéria- és Járműgyár Volkswagen LT 55 teherautó alvázára épített városi midibusz típusa.

## Története
1989-ben 16 darabot vásárolt a típusból a BKV, ezek a BY-62-01 – BY-62-16 rendszámokat kapták. Rengeteg probléma adódott a kialakításának köszönhetően a típussal, ugyanis a kevés férőhely miatt a buszokon állandóan zsúfoltság alakult ki. Nehezítette az utasáramlást a közlekedőfolyosó felé elfordított jobb oldali üléssor és az egyajtós kialakítás is. Az utasok mellett a járművezetők sem voltak megelégedve a típussal: a manuális sebességváltó miatt nehéz volt vezetni a buszokat, továbbá a vezetőfülkék nem voltak elszigetelve az utastértől, emiatt a sofőrök fáztak a téli hónapokban. Mindössze öt évig közlekedtek a Várbusz vonalán, 1995-ben az újonnan kifejlesztett Ikarus 405-ösöket állította be helyükre a BKV.